# 刘端端
刘端端（1986年6月4日—），男，北京人，中国大陆演员、歌手、音乐创作人，中国国家话剧院演员。代表作有电影《绣春刀II：修罗战场》、网络剧《庆余年》等。

## 生平

### 背景
刘端端出身演艺世家，母亲是演员严帆帆，外祖父是话剧导演严忠颖，外祖母是剧作家白峰溪。高三时，為了报考中央戏剧学院，勤于锻炼一个月减40斤。2008年戏剧学院毕业后，顺利考入中国国家话剧院，从跑龙套開始出演多部舞台剧。因緣際會认识了着名音乐制作人谭旋，開始參与影视剧作曲。2013年始，接演多部影视剧，从《绣春刀II：修罗战场》到《庆余年》慢慢進入大眾視野。

### 演藝經歷
2008年毕业于中央戏剧学院表演系04級本科班。同年进入中国国家话剧院。出演了《红岩魂》、《笑面人》、《红色》等话剧。2008年脱颖而出入选北京奥运会主题曲《我和你》候选演唱者，2011年主持中央《文化部春晚》。2011年起，先后与谭旋合作创作《倾城雪》《美人天下》《追鱼传奇》《嫁入豪门》等影视剧作曲。
2013年出演电视剧《镖门》，出演一位忧国忧民的镖局少东家谢还。2014年在杨亚洲执导的电视剧《嘿，老头》中，演绎误入歧途的小混混易智。同年9月在张黎执导的《少帅》中出演张学良弟弟张学成。2015年出演电视剧《真心想让你幸福》。2016年3月出演电视剧《生逢燦爛的日子》少年老三郭小洋。2017年与张震、杨幂、张译等出演宁浩监制，路阳执导的电影《绣春刀II：修罗战场》上映，飾演信王一角獲得好評。
2018年，出演都市励志剧《我们都要好好的》，在剧中饰演胡楠；同年，出演孙皓执导的古装权谋剧《庆余年》，饰演二皇子李承泽引起廣泛關注。2019年6月21日，首次主演战争电影《八子》上映，饰演革命战士满崽。同年9月，参演的古装玄幻电影《诛仙》上映，在片中饰演大师兄齐昊 。2020年2月，参加配音竞技綜藝《声临其境第三季》 ；其后，主演涉案缉毒剧《雷霆令》  ；8月8日，作为挑戰嘉賓参加跨界歌唱节目《跨界歌王第五季》，獲得微博人氣獎 。12月，参加演技类竞技综艺节目《我就是演员》第三季 。
2021年1月9日，与章子怡、周一圍、楊祐寧合作出演的古装历史剧《上阳赋》播出，饰演铁血战士宋怀恩。同年8月，参加明星男團竞演节目《披荆斩棘的哥哥》。12月1日，参演的古装悬疑剧《风起洛阳》播出，饰演武则天之孙东川王。12月15日，与张若昀、胡军、李庚希等共同主演的古装武侠剧《雪中悍刀行》播出，在剧中饰演皇子赵楷 。
2022年6月4日，發佈單曲《The True Me》   ；10月13日，為都市勵志劇《追光者》演唱的片頭曲《星空》發行    ；11月18日，參演的文獻話劇《抗戰中的文藝》在網絡全平台線上演播。 
2023年7月21日，參演電視劇《富春山居》播出。 同年8月5日，參演的電視劇《鐵馬豪情的日子》北京衞視愛奇藝同步首播；   同年11月4日，領銜主演的電視劇《風起西州》在優酷播出。     同年11月14日，參演的話劇《鼓樓那些事兒》在最高人民法院專場演出。
2024年，参演《音乐缘计划》，演唱歌曲《没有了》《等你》《我好想现在就把你忘了》《黑洞》《我的新世界》《你敢吗》《霸王别姬》。

## 演出作品

### 電視劇
| 年份   | 劇名               | 角色           | 備註       |
| ------ | ------------------ | -------------- | ---------- |
| 2008年 | 《百年荣宝斋》     | 日本兵         | [ 20 ]     |
| 2008年 | 《鹿鼎記》         | 敖彪           | [ 21 ]     |
| 2010年 | 《乐活家庭》       | 端端           | [ 22 ]     |
| 2014年 | 《鏢門》           | 谢还           | [ 23 ]     |
| 2015年 | 《嘿，老頭！》     | 易智           |            |
| 2015年 | 《少帥》           | 張學成         |            |
| 2016年 | 《真心想讓你幸福》 | 洪偉           |            |
| 2016年 | 《嘿,孩子》        | 酒吧行凶者     |            |
| 2017年 | 《生逢燦爛的日子》 | 青年老三郭小洋 |            |
| 2017年 | 《通天狄仁傑》     | 唐太宗         |            |
| 2018年 | 《遠方的家》       | 宋飛           |            |
| 2019年 | 《我們都要好好的》 | 胡楠           |            |
| 2019年 | 《慶餘年》         | 李承澤         |            |
| 2021年 | 《上陽賦》         | 宋懷恩         |            |
| 2021年 | 《風起洛陽》       | 东川王         | 網絡劇     |
| 2021年 | 《雪中悍刀行》     | 赵楷           |            |
| 2023年 | 《富春山居》       | 許嘉富         |            |
| 2023年 | 《铁马豪情的日子》 | 小柳/喬中      | 2019年拍攝 |
| 2023年 | 《风起西州》       | 麴崇裕         |            |
| 2024年 | 《大唐狄公案》     | 唐高宗李治     | 網絡劇     |
| 2024年 | 《慶餘年2》        | 李承澤         |            |
| 2025年 | 《折腰》           | 魏俨           |            |
| 待播   | 《雷霆令》         | 李潇           |            |
| 待播   | 《轻年》           | 童秋           |            |

### 電影
| 年份   | 播出日期 | 名稱                   | 角色   | 備註 |
| ------ | -------- | ---------------------- | ------ | ---- |
| 2011年 |          | 《玛纳斯胡杨》         | 侯桂林 |      |
| 2012年 | 5月12日  | 《对手》               | 沈立   |      |
| 2017年 | 7月19日  | 《绣春刀II：修罗战场》 | 朱由檢 |      |
| 2018年 | 5月26日  | 《策反》               | 俞浩飞 |      |
| 2019年 | 5月18日  | 《海市蜃城》           | 阿可   |      |
| 2019年 | 6月21日  | 《八子》               | 满崽   |      |
| 2019年 | 9月13日  | 《誅仙 I》             | 齐昊   |      |

### 舞台劇

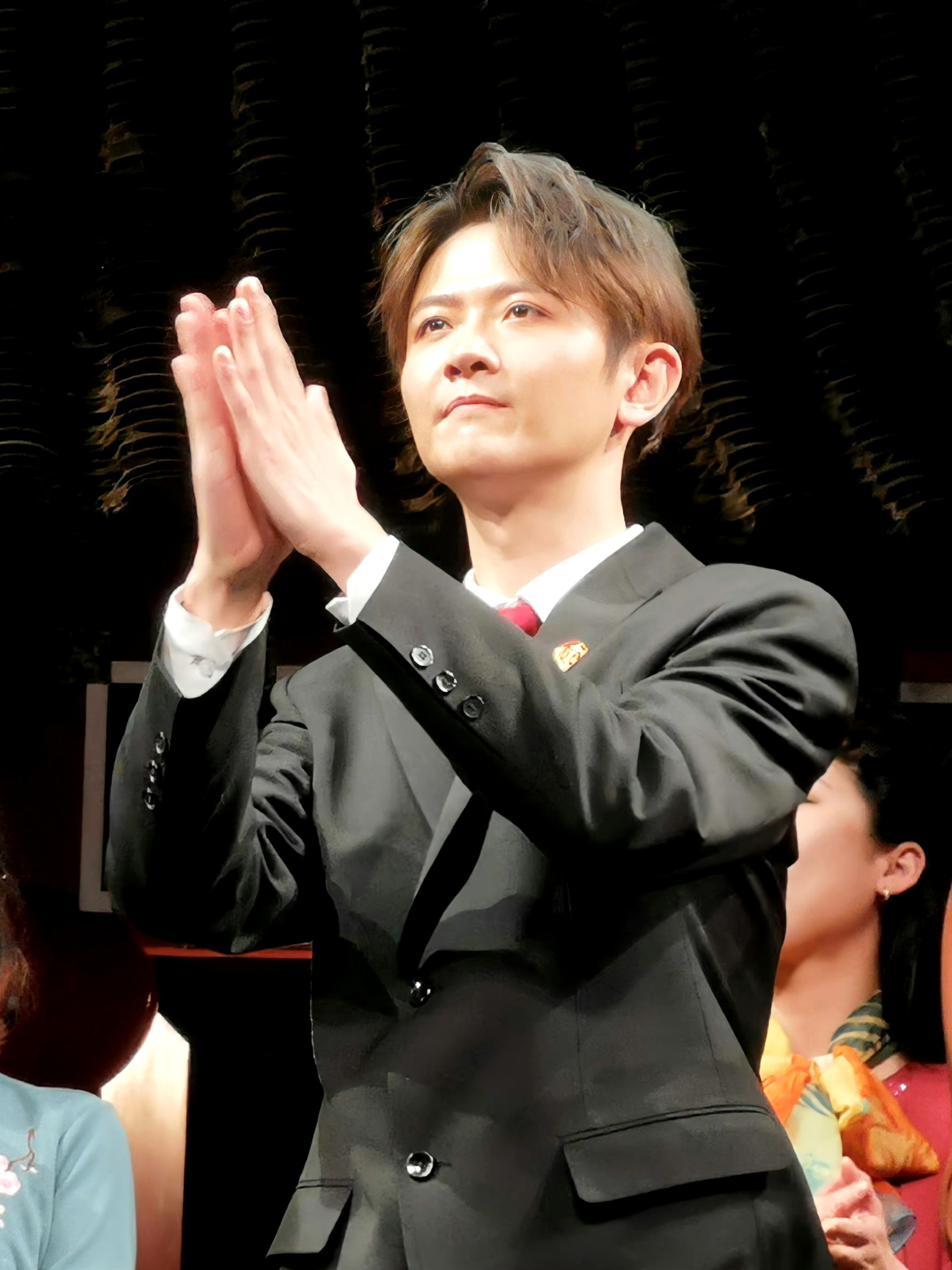
劉端端在話劇《鼓樓那些事兒》

參考資料:
| 年份   | 劇名                 | 類型   | 角色            |
| ------ | -------------------- | ------ | --------------- |
|        | 《他和他的两个老婆》 | 话剧   | 张立国          |
|        | 《天堂隔壁是疯人院》 | 话剧   | 吴所            |
|        | 《仲夏夜之梦》       | 音乐剧 | 狄米特律斯      |
| 2007年 | 《潘金莲》           | 话剧   | 武松            |
| 2007年 | 《在底层》           | 话剧   | 瓦西卡          |
| 2007年 | 《奇异的插曲》       | 话剧   | 普利斯顿        |
| 2008年 | 《WM.我们》          | 话剧   | 鸠山            |
| 2010年 | 《肖邦》             | 音乐剧 | 海涅            |
| 2011年 | 《深度灼伤》         | 话剧   | 科里亚/米罗诺夫 |
| 2012年 | 《红岩魂》           | 话剧   | 刘思扬          |
| 2012年 | 《笑面人》           | 话剧   | 黑天使          |
| 2014年 | 《红色》             | 话剧   | 坎              |

## 音樂作品

### 個人創作
| 年份   | 發行日期 | 專輯     | 曲目                        | 唱片公司 |
| ------ | -------- | -------- | --------------------------- | -------- |
| 2019年 | 3月26日  | 《来年》 | 1. 来年 2. 空想 3. 苦中作乐 | 梦响当然 |
| 2021年 | 9月9日   | 單曲     | 1. 退路                     | 梦响当然 |
| 2022年 | 3月21日  | 單曲     | 1. 一起玩泥巴               | 独立发行 |
| 2022年 | 6月4日   | 單曲     | 1. The True Me              | 独立发行 |

### 單曲
| 年份   | 歌曲           | 備註                                 |
| ------ | -------------- | ------------------------------------ |
| 2016年 | 疯狂爱         | 电视剧《小丈夫》片头曲兼作曲         |
| 2017年 | 相遇           | 电视剧《特勤精英》插曲               |
| 2017年 | 英雄救美       | 电视剧《特勤精英》片尾曲             |
| 2018年 | 妈妈我想对你说 | 电视剧《远方的家》 片尾曲            |
| 2018年 | 如果遇见你     | 电视剧《連升三級之科考奇遇記》片尾曲 |
| 2019年 | 你过得还好吗   | 电视剧《我们都要好好的》推广曲       |
| 2019年 | 想起           | 电视剧《海棠经雨胭脂透》插曲         |
| 2020年 | 坚定希望       | 公益合作歌曲                         |
| 2021年 | 当真 (男声版)  | 电视剧《民警老林的幸福生活》插曲     |
| 2022年 | 尋             | 中华文物国风原创歌曲                 |
| 2022年 | 星空           | 电视剧《追光者》片头曲               |

### 影視劇原聲
- 电视剧《嫁入豪门》主題曲《豪門》作曲
- 电视剧《嫁入豪门》片尾曲《愛情》作曲
- 电视剧《追鱼传奇》主题曲《追》作曲
- 电视剧《守護麗人》片尾曲《愛情故事》作詞

## 綜藝節目
| 年份   | 播出日期 | 劇名                 | 播出平台 | 備註     |
| ------ | -------- | -------------------- | -------- | -------- |
| 2020年 | 2月15日  | 《聲臨其境》第三季   | 湖南衛視 | 神秘声咖 |
| 2020年 | 6月27日  | 《跨界歌王》第五季   | 北京衛視 | 挑戰嘉賓 |
| 2020年 | 8月8日   | 《我就是演员》第三季 | 浙江衛視 | 參賽演員 |
| 2021年 | 8月12日  | 《披荆斩棘的哥哥》   | 芒果TV   | 參賽選手 |
| 2024年 | 8月11日  | 《音乐缘计划2024》   | 江蘇衛視 | 飛行嘉賓 |

## 外部連結
- 刘端端的新浪微博
- 刘端端在豆瓣上的资料（简体中文）